# Michael Rupp
Pour les articles homonymes, voir Rupp.
Michael Rupp (né le 13 janvier 1980 à Cleveland dans l'Ohio aux États-Unis) est un joueur professionnel américain de hockey sur glace.

## Carrière en club
Il commence sa carrière dans la Ligue de hockey de l'Ontario en 1997-1998 pour les Spitfires de Windsor puis à la fin de la saison lors du repêchage d'entrée dans la Ligue nationale de hockey les Islanders de New York le choisissent en tant que 7e choix mais il n'arrive pas à trouver un accord avec la franchise et donc continue dans la LHO pendant deux nouvelles saisons avec les Otters d'Érié avant de participer de nouveau au repêchage d'entrée dans la LNH.
Les Devils du New Jersey le prennent en troisième ronde (79e choix) et il fait ses débuts dans la Ligue américaine de hockey avec leur franchise affiliée : les River Rats d'Albany.
Il joue son premier match dans la LNH en 2002-2003 à une vingtaine de matchs de la fin de la saison régulière. Les Devils sont alors qualifiés pour les séries éliminatoires et il fait partie de l'équipe qui gagne la Coupe Stanley. À cette occasion, Rupp a marqué le but vainqueur lors du 7e et ultime affrontement de la finale contre Anaheim dans une victoire 3 à 0.
En 2004, avant la fin de la saison, il change d'équipe et rejoint les Coyotes de Phoenix avec qui il commencera également la saison 2005-2006. Il ne fait qu'un match avec les Coyotes avant de rejoindre les Blue Jackets de Columbus.
À la fin de la saison, Columubus ne prolonge pas son contrat et c'est en tant qu'agent libre qu'il retourne jouer avec les Devils pour la saison 2006-2007. En 2009-2010, il rejoint les Penguins de Pittsburgh.
En juillet 2011, il signe un contrat de trois ans et 4,5 millions de dollars avec les Rangers de New York. Le 4 février 2013, il est échangé au Wild du Minnesota contre Darroll Powe et Nick Palmieri.

## Statistiques
| Saison     | Équipe                   | Ligue      |     | Saison régulière | Saison régulière | Saison régulière | Saison régulière | Saison régulière |   | Séries éliminatoires | Séries éliminatoires | Séries éliminatoires | Séries éliminatoires | Séries éliminatoires |
| Saison     | Équipe                   | Ligue      | PJ  | B                | A                | Pts              | Pun              | PJ               | B | A                    | Pts                  | Pun                  |                      |                      |
| 1997-1998  | Spitfires de Windsor     | LHO        | 38  | 9                | 8                | 17               | 60               | -                | - | -                    | -                    | -                    |                      |                      |
| 1997-1998  | Otters d'Érié            | LHO        | 26  | 7                | 3                | 10               | 57               | 7                | 3 | 1                    | 4                    | 6                    |                      |                      |
| 1998-1999  | Otters d'Érié            | LHO        | 63  | 22               | 25               | 47               | 102              | 5                | 0 | 2                    | 2                    | 25                   |                      |                      |
| 1999-2000  | Otters d'Érié            | LHO        | 58  | 32               | 21               | 53               | 134              | 13               | 5 | 5                    | 10                   | 22                   |                      |                      |
| 2000-2001  | River Rats d'Albany      | LAH        | 71  | 10               | 10               | 20               | 63               | -                | - | -                    | -                    | -                    |                      |                      |
| 2001-2002  | River Rats d'Albany      | LAH        | 78  | 13               | 17               | 30               | 90               | -                | - | -                    | -                    | -                    |                      |                      |
| 2002-2003  | River Rats d'Albany      | LAH        | 47  | 8                | 11               | 19               | 74               | -                | - | -                    | -                    | -                    |                      |                      |
| 2002-2003  | Devils du New Jersey     | LNH        | 26  | 5                | 3                | 8                | 21               | 4                | 1 | 3                    | 4                    | 0                    |                      |                      |
| 2003-2004  | Devils du New Jersey     | LNH        | 51  | 6                | 5                | 11               | 41               | -                | - | -                    | -                    | -                    |                      |                      |
| 2003-2004  | Coyotes de Phoenix       | LNH        | 6   | 0                | 1                | 1                | 6                | -                | - | -                    | -                    | -                    |                      |                      |
| 2004-2005  | Trashers de Danbury      | UHL        | 14  | 5                | 5                | 10               | 30               | 11               | 3 | 4                    | 7                    | 38                   |                      |                      |
| 2005-2006  | Coyotes de Phoenix       | LNH        | 1   | 0                | 0                | 0                | 0                | -                | - | -                    | -                    | -                    |                      |                      |
| 2005-2006  | Blue Jackets de Columbus | LNH        | 39  | 4                | 2                | 6                | 58               | -                | - | -                    | -                    | -                    |                      |                      |
| 2005-2006  | Crunch de Syracuse       | LAH        | 3   | 1                | 2                | 3                | 12               | -                | - | -                    | -                    | -                    |                      |                      |
| 2006-2007  | Devils du New Jersey     | LNH        | 76  | 6                | 3                | 9                | 92               | 9                | 0 | 1                    | 1                    | 7                    |                      |                      |
| 2007-2008  | Devils du New Jersey     | LNH        | 64  | 3                | 6                | 9                | 58               | 5                | 0 | 1                    | 1                    | 2                    |                      |                      |
| 2008-2009  | Devils du New Jersey     | LNH        | 72  | 3                | 6                | 9                | 136              | 7                | 0 | 0                    | 0                    | 14                   |                      |                      |
| 2009-2010  | Penguins de Pittsburgh   | LNH        | 81  | 13               | 6                | 19               | 120              | 11               | 0 | 0                    | 0                    | 8                    |                      |                      |
| 2010-2011  | Penguins de Pittsburgh   | LNH        | 81  | 9                | 8                | 17               | 124              | 7                | 1 | 1                    | 2                    | 4                    |                      |                      |
| 2011-2012  | Rangers de New York      | LNH        | 60  | 4                | 1                | 5                | 97               | 20               | 0 | 0                    | 0                    | 36                   |                      |                      |
| 2012-2013  | Rangers de New York      | LNH        | 8   | 0                | 0                | 0                | 12               | -                | - | -                    | -                    | -                    |                      |                      |
| 2012-2013  | Wild du Minnesota        | LNH        | 32  | 1                | 3                | 4                | 67               | 4                | 0 | 0                    | 0                    | 12                   |                      |                      |
| 2013-2014  | Wild du Minnesota        | LNH        | 13  | 0                | 1                | 1                | 23               | -                | - | -                    | -                    | -                    |                      |                      |
| 2013-2014  | Wild de l'Iowa           | LAH        | 5   | 0                | 0                | 0                | 0                | -                | - | -                    | -                    | -                    |                      |                      |
| Totaux LNH | Totaux LNH               | Totaux LNH | 597 | 54               | 44               | 98               | 832              | 67               | 2 | 6                    | 8                    | 83                   |                      |                      |